# Inspection générale de la cavalerie
L'Inspection générale de la cavalerie est une autorité militaire de l'armée prussienne.

## Histoire
L'inspection générale de la cavalerie est créée par AKO du 1er avril 1898 à partir des deux inspections de cavalerie indépendantes existant depuis 1890. Dans le cadre de la création de l'Inspection générale, deux autres inspections de la cavalerie sont mises en place. Au total, l'Inspection générale comprend
- 1re inspection de cavalerie à Königsberg
- 2e inspection de cavalerie à Stettin
- 3e inspection de cavalerie à Münster
- 4e inspection de cavalerie à Sarrebruck, à partir de 1900/02 à Potsdam
- Institut d'équitation militaire
- Inspection vétérinaire militaire

L'inspection générale a pour mission de gérer les affaires et le personnel de la cavalerie ainsi que de surveiller l'instruction et le perfectionnement en matière d'armes. Pour ce faire, elle doit visiter une fois en quatre ans chaque régiment en exercice individuel, d'escadron ou de régiment. En outre, elle est chargée de visiter les divisions de cavalerie, l'Institut équestre militaire, les forges militaires d'apprentissage et les dépôts de remonte. Elle est également responsable des voyages d'entraînement des généraux et des officiers d'état-major de la cavalerie.
L'Inspection générale est dirigée par un inspecteur général ayant le grade et les prérogatives d'un général commandant.
Avec le déclenchement de la Première Guerre mondiale, l'inspection générale et les inspections de la cavalerie cessent d'exister. Elles sont remplacées dans chaque district de corps d'armée par un inspecteur de l'escadron de première classe, responsable de la surveillance de l'instruction et du matériel équestre. Seuls les 6e, 7e et 8e corps d'armée dispose de deux inspecteurs.

## Inspecteurs généraux
| Grade                  | Nom                    | Date                                |
| ---------------------- | ---------------------- | ----------------------------------- |
| General der Kavallerie | Ernst von der Planitz  | 1er avril 1898 au 24 septembre 1906 |
| General der Kavallerie | Georg von Kleist       | 24 janvier 1907 au 5 avril 1912     |
| Generalleutnant        | Paul von Windheim (de) | 6 avril au 4 novembre 1912          |
| Generalleutnant        | Georg von der Marwitz  | 11 novembre 1912 au 1er août 1914   |
| Generalleutnant        | Hans von Heuduck       | 9 au 13 février 1919                |
| Generalleutnant        | Heinrich von Hofmann   | 14 février au 18 mai 1919           |